# Drilaster robusta
Drilaster robusta is een keversoort uit de familie glimwormen (Lampyridae). De wetenschappelijke naam van de soort is voor het eerst geldig gepubliceerd in 1922 door Pic.